# Новомихайловский сельсовет (Татарский район)
Новомихайловский сельсовет — сельское поселение в Татарском районе Новосибирской области Российской Федерации.
Административный центр — село Новомихайловка.

## История
Статус и границы сельского поселения установлены Законом Новосибирской области от 2 июня 2004 года № 200-ОЗ «О статусе и границах муниципальных образований Новосибирской области»

## Население
| 2002 | 2010 | 2012 | 2013 | 2014 | 2015 | 2016 |
| ---- | ---- | ---- | ---- | ---- | ---- | ---- |
| 795  | ↘681 | ↘679 | ↘662 | ↘651 | ↗685 | ↗686 |
| 2017 | 2018 | 2019 | 2020 | 2021 |      |      |
| ↘672 | ↘660 | ↗669 | ↗678 | ↘649 |      |      |

## Состав сельского поселения
| № | Населённый пункт | Тип населённого пункта       | Население |
| - | ---------------- | ---------------------------- | --------- |
| 1 | Дубровино        | деревня                      | ↘54       |
| 2 | Новомихайловка   | село, административный центр | ↘681      |